# Кеиан
Кеиан (慶安) је јапанска ера (ненко) која је настала после Шохо и пре Џо ере Временски је трајала од фебруара 1648. до септембра 1652. године и припадала је Едо периоду. Владајући монарх био је цар Го Комјо. Име нове ере је донето због критика да име претходне ере Сохо звучи веома као Шобо (焼亡 која значи "смрт од ватре"). 
Име нове ере извучено је из кинеског класичног дела Ји Ђинг (грубо преведено): "На крају среће, радост мирне праведности, одговара неограничено свету" (乃終有慶、安貞之吉、応地無疆).

## Важнији догађаји Кеиан ере
- 1648. (Кеиан 1): Успостављен је правни код у вези градског живота и послова у Осаки.[3]

- 1649. (Кеиан 2): Петоспратна пагода у Сенсоџи храму је изграђена у Асакуси.[4]

- 1649. (Кеиан 2): Успостављен је правни код за земљораднике које је успоставио Токугава Ијемицу.[5]

- 1. април 1649. (Кеиан 2, двадесети дан другог месеца): Велики земљотрес у Еду.[6]
- 1651. (Кеиан 4): Завера за свргавање Токугаве са власти познате и као Кеиан устанак. По плановима самураја ронина, чије су снаге предводили Марубаши Чуја и Јуи Шосецу требало је у исто време напасти неколико Токугавиних упоришта али су њихове намере биле откривене а планови осујећени.[7]
- 1652. (Кеиан 5, пети месец): Под покровитељством таира Сакаи Тадакацуа, даимјоа области Обама провинције Вакаса, у Кјоту је издат Нихон одаи ичиран.[8]